# Miloš Kostadinović
Miloš Kostadinović (serbisch-kyrillisch Милош Костадиновић; * 2. Dezember 1988 in Bor, SFR Jugoslawien) ist ein serbischer Handballspieler.

## Karriere

### Verein
Der 1,80 m große Rechtsaußen spielte zunächst für RK Železničar Niš. Mit RK Partizan Belgrad gewann er 2011 und 2012 die serbische Meisterschaft, 2012 den serbischen Pokal sowie 2009, 2011 und 2012 den serbischen Supercup. In der Saison 2012/13 lief er ab November 2012 für den belarussischen Erstligisten Brest GK Meschkow auf, ehe er zu Partizan zurückkehrte. In Rumänien spielte er je zwei Jahre für CSM Bukarest und Steaua Bukarest. Seit 2018 steht er bei Dinamo Pančevo unter Vertrag.

### Nationalmannschaft
Mit der serbischen A-Nationalmannschaft gewann Kostadinović bei der Europameisterschaft 2012 im eigenen Land die Silbermedaille.